# Armand Bérard
Pour les articles homonymes, voir Bérard.
Armand Max Jean Bérard, né le 2 mai 1904 à Paris (6e) et mort le 20 novembre 1989 à Neuilly-sur-Seine, est un homme politique, diplomate et écrivain français.

## Biographie
Fils de Victor Bérard et frère de Jean Bérard, il fait ses études à École normale supérieure de Paris (1924) puis à l'université de Heidelberg (1925), où il est élève de Ernst Robert Curtius. Il intègre ensuite la Casa de Velázquez à Madrid pour un séjour d'un an (1929-1939). Il entre dans la carrière diplomatique en 1937 et sert comme attaché puis comme secrétaire d'ambassade à Berlin, Washington D.C. et Rome. Le gouvernement de Vichy le révoque en 1944. Il devient alors chef de service au commissariat des affaires étrangères à Alger (1944-1945).
Premier conseiller, puis ministre à Washington (1945-1949), il devient haut-commissaire adjoint de la République française en Allemagne en 1949.
Directeur du cabinet d'Edgar Faure aux Affaires étrangères en 1955, il est nommé ambassadeur à Tokyo en 1956. Il devient en 1959 le représentant permanent de la France au Conseil de sécurité et le chef de la mission permanente près les Nations unies.
Il succède ensuite à Gaston Palewski comme ambassadeur de France à Rome en juin 1962, avant de retrouver son poste auprès des Nations unies en juillet 1967.

## Publications
- 1971 : Les Navigations d'Ulysse… de Victor Bérard, préface d'Armand Bérard, 4 vol, A. Colin
- 1973 : Dans le sillage d'Ulysse, de Victor Bérard, préface d'Armand Bérard, A. Colin
- 1976 : Un ambassadeur se souvient, Plon
- 1976 : Au temps du danger allemand, Plon
- 1978 : Washington et Bonn, Plon
- 1979 : L'ONU, oui ou non, Plon
- 1980 : Une ambassade au Japon, Plon
- 1982 : Cinq années au Palais Farnèse, Plon